# Gushan (köping i Kina, Shandong, lat 36,50, long 116,84)
Gushan (kinesiska: 崮山镇, 崮山) är en köping i Kina. Den ligger i provinsen Shandong, i den östra delen av landet, omkring 22 kilometer sydväst om provinshuvudstaden Jinan.
Genomsnittlig årsnederbörd är 814 millimeter. Den regnigaste månaden är juli, med i genomsnitt 274 mm nederbörd, och den torraste är januari, med 7 mm nederbörd.